# Gemma Freixas
Gemma Freixas (Sant Cugat del Vallès, 1962) és una escriptora i periodista catalana. Llicenciada en filosofia per la Universitat de Barcelona, ha publicat articles a El Periódico de Catalunya, l'Avui i La Vanguardia entre d'altres. Està especialitzada en narrativa de viatges. L'any 2013 va guanyar el Premi Roc Boronat per la seva novel·la Casino de Santa Isabel, una novel·la policíaca on relata el procés d'independència de Guinea Equatorial, segons l'experiència de la seva pròpia família, que va viure durant anys a l'antiga colònia espanyola. El 2015 publicà Malabo i les cendres amb una temàtica similar.

## Obra
- Tanaka, un recorrido por la actual Myanmar (2003)
- Djoliba, la curva del Níger en Mali (2009)
- Casino de Santa Isabel (2013)
- Malabo i les cendres (2015)
- Muso Kunda, la casa de les dones (2017)